# Svatkovice
Svatkovice jsou malá vesnice, část městyse Bernartice v okrese Písek v Jihočeském kraji. Nachází se asi tři kilometry jižně od Bernartic. Prochází zde silnice II/105. Svatkovice jsou také název katastrálního území o rozloze 3,69 km².

## Historie
První písemná zmínka o vesnici pochází z roku 1486.

## Obyvatelstvo
| Rok            | 1869 | 1880 | 1890 | 1900 | 1910 | 1921 | 1930 | 1950 | 1961 | 1970 | 1980 | 1991 | 2001 | 2011 | 2021 |
| -------------- | ---- | ---- | ---- | ---- | ---- | ---- | ---- | ---- | ---- | ---- | ---- | ---- | ---- | ---- | ---- |
| Počet obyvatel | 268  | 210  | 217  | 171  | 178  | 189  | 180  | 129  | 111  | 86   | 76   | 68   | 67   | 74   | 88   |
| Počet domů     | 31   | 32   | 33   | 30   | 29   | 28   | 29   | 31   | 30   | 25   | 24   | 23   | 35   | 35   | 36   |

## Obecní správa
Při sčítání lidu v letech 1850–1979 Svatkovice byly samostatnou obcí, se kterým patřily nejprve do okresu Milevsko, ale od roku 1960 v okrese Písek. Od 1. ledna 1980 jsou částí městyse Bernartice v okrese Písek. V letech 1850–1879 a v letech 1961–1979 k obci patřil Rakov.

## Pamětihodnosti
- Výklenková kaple se nachází u silnice z Bilinky do vesnice. Je zasvěcená Panně Marii Sepekovské a je z roku 1842.[8]
- Kaple ve vesnici je zasvěcená svatému Janu Nepomuckému. Před kaplí se nachází kříž.[9]

## Pověst
Pověst se podle záznamů Bernartické kroniky vztahuje k výklenkové kapli. V kapli byl obraz Panny Marie Sepekovské namalovaný na plátně. Událost se měla stát okolo roku 1890. V nedaleké vesnici se pálila kolomaz a rozvážela se po kbelících na trakaři po okolí. Jeden z dodavatelů kolomazi vypravoval se strachem v hlase, že když jel okolo kaple, obraz v kapli šustil a třepetal se. Když před kaplí poklekl a začal se modlit, nastalo ticho.

## Galerie

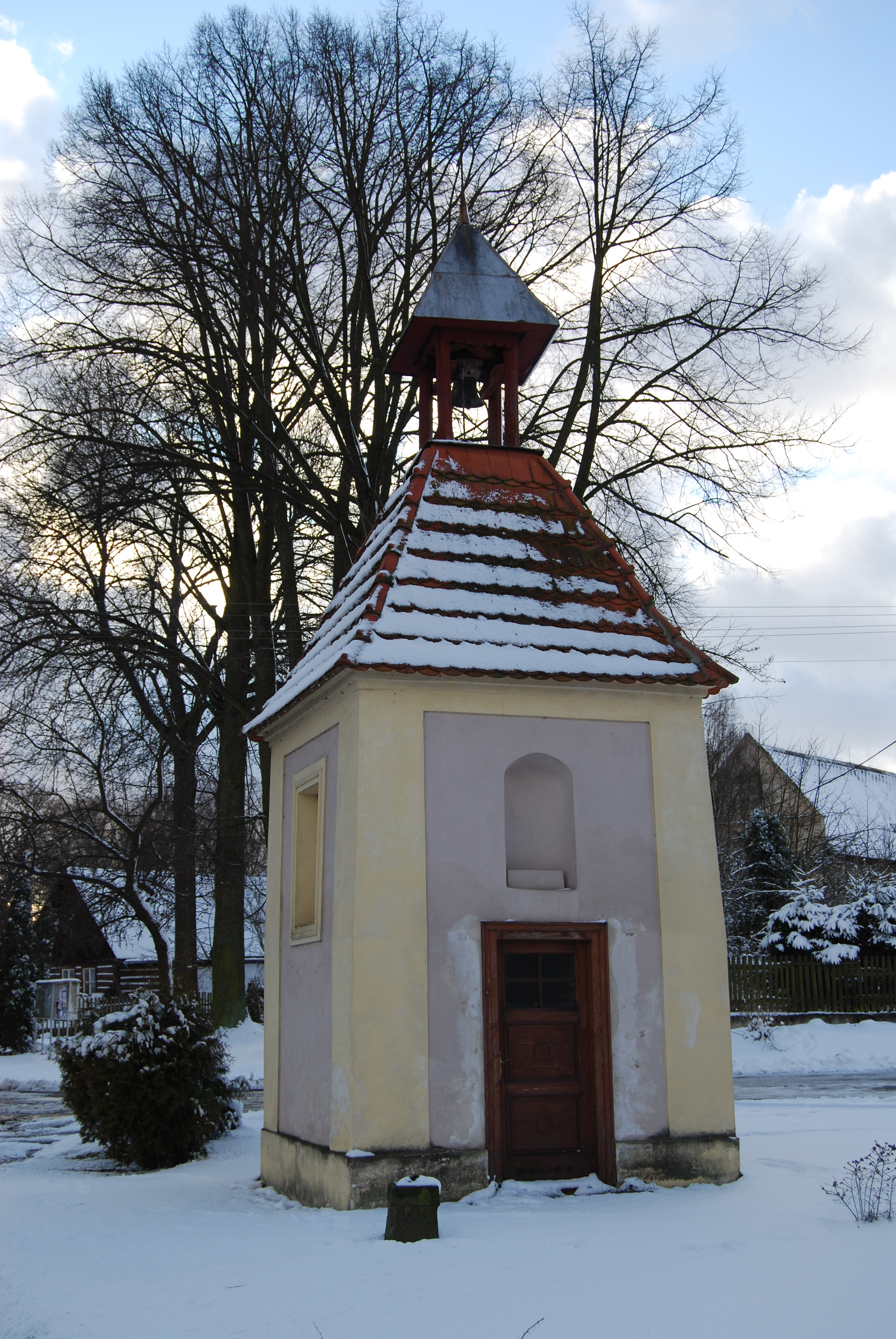
Kaple svatého Jana Nepomuckého
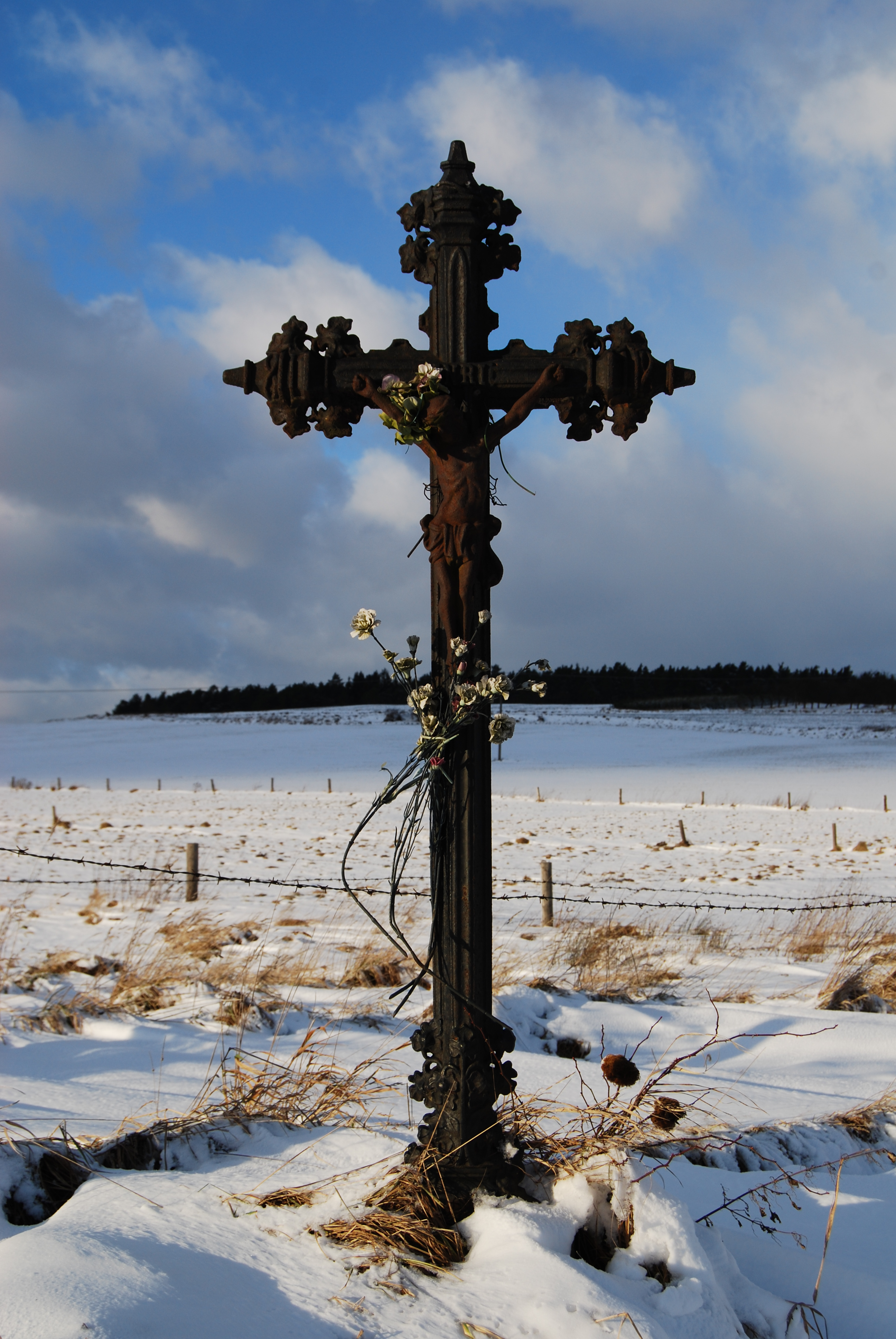
Kříž u silnice z vesnice směrem do Bernartic
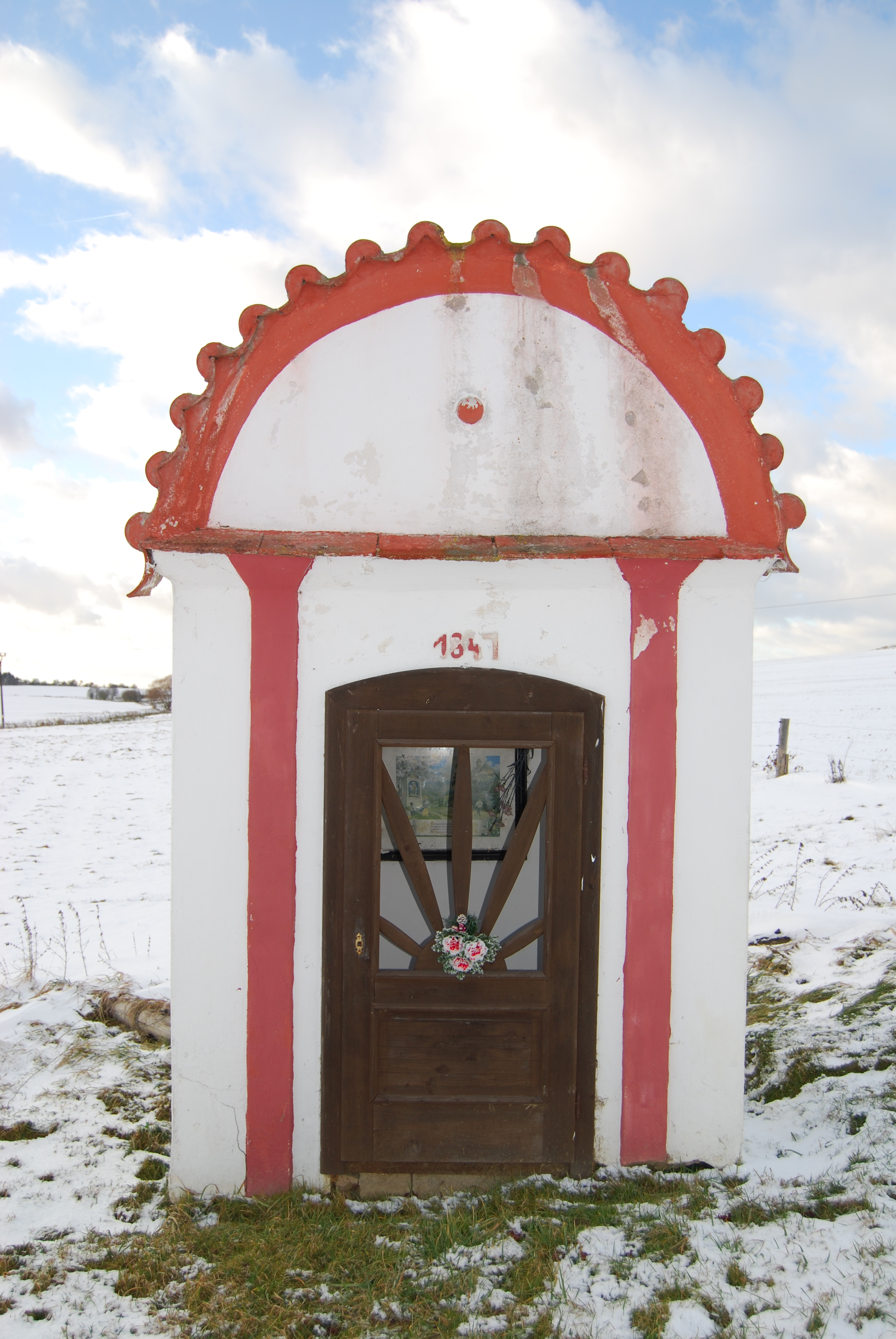
Výklenková kaple z roku 1842